# Герб Фарбованого
Герб Фарбованого — геральдичний символ села Фарбоване Яготинського району Київської області (Україна). Герб затверджений сесією сільської ради (автор — О. Желіба).

## Опис
У золотому полі розбита на сім секторів синя дуга з дерев'яними торочками, що спирається на зелену основу у вигляді семи пагорбів. Щит накладено на бароковий картуш, що увінчаний золотою короною, створену поєднанням трьох колосків та двох буряків.
Допускається використання герба без картуша та корони, із картушем, що містить у своїй верхній частині дату «1740».
Допускається використання герба з додаванням двох гілочок вишень у цвіту обабіч щита та двох кетягів калини знизу, що перевиті синьою стрічкою з написом золотими літерами «ФАРБОВАНЕ».

## Трактування
- золотий фон — символ пшениці, однієї з культур, що росте на 4 тис. га чорнозему коло села;
- синя дуга — символ семи ставків, що розташовані як у степу, так і в селі, створених на основі колишнього русла річки Фарби, яка дала назву селу;
- сім зелених пагорбів — сім кутків села, які розділені ставками, ярами, греблями, дорогами;
- картуш — декоративна прикраса, що виконана в стилі козацького бароко; згадка про те, що село було засноване саме в козацькі часи;
- золота хлібно-бурякова корона — символ місцевого самоврядування й достатку мешканців села;
- вишневі гілочки — символ краси, чарівності, рідного краю;
- кетяги калини — символ краси, кохання, рідного краю;
- синя стрічка — символ річки Супій, на берегах якої розташоване село;
- 1740 — рік, коли вперше згадується в архівних документах село Фарбоване.